# Тушемлинская культура
Тушемлинская культура (банцеровская, тушемлинская-банцеровская) — восточнобалтская археологическая культура железного века. С IV по VII века занимала территорию средней и северной Беларуси (Витебская, Минская, Могилёвская области), а также часть Смоленщины.
Непосредственно предшествовала расселению по этой территории славян-кривичей. Тушемлинские древности сложились на основе более ранних днепро-двинской культуры и культуры штрихованной керамики в результате метисации днепровских балтов с носителями киевской культуры.

## История исследования
Название произошло от реки Тушемля и расположенного на её берегу близ деревни Мокрядино (Починковский район Смоленской области) одноимённого городища и от белорусской деревни Банцеровщина, расположенной близ Минска.
Тушемлинская культура выделена П. Н. Третьяковым и Е. А. Шмидтом в 1950-х годах. В 1960-х годах А. Г. Митрофановым был сделан вывод, что территория средней и северной Белоруссии вместе со Смоленщиной составляет единый культурно-археологический массив.

## Культура
Население занималось земледелием и скотоводством. Было развито кузнечное производство. На поселениях занимались получением железа и изготовлением из него орудий труда. Для тушемлинских племён характерны многочисленные железные орудия труда, серпы разновидных форм с крючком, узколезвийные топоры, ножи с прямой спинкой, удила, трёхлопастные наконечники стрел, листовидные наконечники копий и др.
Помимо сёл, тушемлинцы строили посёлки-убежища, которые были уничтожены огнём в конце существования их культуры. Тушемлинское городище представляет собой овальную площадку размером около 800 м², расположенную на мысу, ограниченном двумя оврагами. По периметру его защищали два земляных вала с деревянными оградами по верху. С напольной стороны были устроены ещё три вала с такой же бревенчатой оградой. С внутренней стороны городища к стенам вплотную примыкала длинная бревенчатая постройка с двускатным перекрытием шириной 4-4,5 м, разделённая перегородками на семь или восемь помещений, в середине некоторых из них имелись очаги, выложенные камнями, остальные использовались для хозяйственных нужд.
В пределах Тушемлинского городища в конце «двора» находилось языческое святилище. В центре мысовой части городища располагалась круглая площадка со столбами по краю и большим столбом в центре, предположительно для главного кумира. Святилище относится к средней фазе существования городища (III—IV века), в верхней культурной фазе святилище отсутствует. П. Н. Третьяков усмотрел сходство этого святилища с поволжским капищем, которое в X веке описал Ибн Фадлан.

## Языковые данные
По новейшим данным сравнительной лингвистики, восточно-великорусские говоры в верховьях Днепра и Угры (на территории тушемлинско-банцеровской, колочинской и, наиболее компактно, мощинской культур) входят в четвёртую акцентную группу. Согласно выводам лингвистов, «диалекты этой группы ввиду сугубой архаичности их акцентной системы не могут быть объяснены как результат вторичного развития какой-либо из известных акцентологических систем, а должны рассматриваться как наиболее раннее ответвление от праславянского; этнос носитель этого диалекта, представляет, по-видимому, наиболее ранний восточный колонизационный поток славян».